# Governo Pelloux I
Il governo Pelloux I è stato il trentaseiesimo esecutivo del Regno d'Italia, il primo guidato da Luigi Pelloux.  
Esso, nato in seguito alle dimissioni del governo precedente, è stato in carica dal 29 giugno 1898 al 14 maggio 1899 (sebbene già dimissionario dal precedente 3 maggio), per un totale di 319 giorni, ovvero 10 mesi e 15 giorni.

## Compagine di governo

### Appartenenza politica
| Partito | Partito          | Presidente | Ministri | Sottosegretari | Totale |
| ------- | ---------------- | ---------- | -------- | -------------- | ------ |
|         | Militare         | 1          | 1        | 2              | 4      |
|         | Sinistra storica | -          | 8        | 9              | 17     |
|         | Destra storica   | -          | 1        | -              | 1      |
|         | Indipendente     | -          | 1        | -              | 1      |

### Situazione parlamentare
NOTA: Ai tempi del Regno d'Italia, poiché secondo lo Statuto Albertino il governo rispondeva nei fatti al solo Re, la fiducia parlamentare in senso moderno non era obbligatoria (ed in tal senso vari sono stati i casi di formazione di un governo palesemente privo di tale supporto). La prassi di determinare la sopravvivenza dell’esecutivo in base al supporto parlamentare, dunque, si è andata sviluppando solo successivamente, specie con l’ascesa dei partiti di massa e con l’introduzione del sistema proporzionale, in tempi molto più tardi rispetto all’unità, ed ufficialmente solo con la Costituzione della Repubblica Italiana. Per questo motivo, il grafico sottostante espone, secondo ricostruzioni e dichiarazioni, nonché secondo la composizione del governo, l’eventuale supporto che questo avrebbe o ha ottenuto.
| Camera              | Collocazione | Partiti                     | Seggi     |
| ------------------- | ------------ | --------------------------- | --------- |
| Camera dei deputati | Maggioranza  | DEM (327), PLC (99)         | 426 / 508 |
| Camera dei deputati | Opposizione  | ER (42), PRI (25), PSI (15) | 82 / 508  |

## Composizione
| Carica                                | Titolare                              | Titolare                              | Titolare                                           | Sottosegretario                                               |
| Presidenza del Consiglio dei ministri | Presidenza del Consiglio dei ministri | Presidenza del Consiglio dei ministri | Presidenza del Consiglio dei ministri              | Sottosegretario di Stato alla Presidenza del Consiglio        |
| ------------------------------------- | ------------------------------------- | ------------------------------------- | -------------------------------------------------- | ------------------------------------------------------------- |
| Presidente del Consiglio dei ministri |                                       |                                       | Luigi Pelloux (Militare)                           | Carica non assegnata                                          |
| Ministero                             | Ministri                              | Ministri                              | Ministri                                           | Sottosegretario                                               |
| Affari Esteri                         |                                       |                                       | Felice Napoleone Canevaro (Indipendente)           | Carica non assegnata                                          |
| Agricoltura, Industria e Commercio    |                                       |                                       | Alessandro Fortis (Sinistra storica)               | Gaspare Colosimo                                              |
| Lavori Pubblici                       |                                       |                                       | Pietro Lacava (Sinistra storica)                   | Felice Chiapusso                                              |
| Interno                               |                                       |                                       | Luigi Pelloux (Militare)                           | Ignazio Marsengo-Bastia                                       |
| Pubblica Istruzione                   |                                       |                                       | Guido Baccelli (Sinistra storica)                  | Settimio Costantini                                           |
| Guerra                                |                                       |                                       | Alessandro Asinari di San Marzano (Destra storica) | Cesare Tarditi                                                |
| Marina                                |                                       |                                       | Giuseppe Palumbo (Sinistra storica)                | Carlo Alberto Quigini Puliga                                  |
| Finanze                               |                                       |                                       | Paolo Carcano (Sinistra storica)                   | Leone Wollemborg                                              |
| Tesoro                                |                                       |                                       | Pietro Vacchelli (Sinistra storica)                | - Domenico Zeppa - Francesco Vendramini (dal 9 novembre 1898) |
| Grazia e Giustizia e Culti            |                                       |                                       | Camillo Finocchiaro Aprile (Sinistra storica)      | Massimo Bonardi                                               |
| Poste e Telegrafi                     |                                       |                                       | Nunzio Nasi (Sinistra storica)                     | Luigi Capaldo                                                 |

## Cronologia

### 1898
- 29 giugno - Il governo giura dinnanzi al Re.

### 1899
- 4 febbraio - La Camera dei Deputati approva, con 310 sì e 93 no, un disegno di legge presentato dal governo che di fatto concede all'esecutivo uno strumento legale per attuare una politica reazionaria[5]. Votano a favore la destra storica conservatrice e la sinistra storica liberale di Zanardelli e Giolitti[5], si oppone l'estrema sinistra storica.[5]
- 3 maggio - L'ostilità dimostrata dal governo inglese e dalla stessa Camera riguardo alle velleità imperialistiche in Cina (affare di San-mun) paventate dal ministro degli Esteri Canevaro spingono Pelloux a presentare le dimissioni[6]. Il Re dunque, accettatele, tenuto conto dell’assenza di un esplicito voto di sfiducia, riaffidò l’incarico nuovamente a Pelloux.
- 14 maggio - Con il giuramento del nuovo esecutivo termina ufficialmente l’esperienza di governo.